# Symploce strinatii
Symploce strinatii är en kackerlacksart som beskrevs av Roth, L. M. 1988. Symploce strinatii ingår i släktet Symploce och familjen småkackerlackor. Inga underarter finns listade i Catalogue of Life.